# Jean-Baptiste Gautier Dagoty
Jean-Baptiste Gautier Dagoty (1740-1786) was een Frans schilder, hij was vooral bekend van zijn portretten. Dagoty schilderde drie schoonkleindochters van Lodewijk XV van Frankrijk.
De familie Gautier Dagoty bracht in de 18e eeuw een aantal kunstenaars voort. Zij hebben geen goede naam, de verschillende botanici, schilders en anatomen werkten slordig en wetenschappelijk heeft hun werk weinig waarde. Jean-Baptiste Gautier Dagoty was een zoon van de schilder en graficus Jacques Fabien Gautier Dagoty. Zijn broers Arnaud Éloi Gautier Dagoty en Éduard Gautier Dagoty waren ook kunstenaar.
De grafiek van vader en zonen was in de stijl van Le Blon. Zij publiceerden grote series portretten in mezzotinten waarbij, naar het voorbeeld van Le Blon een vierde zwarte plaat werd gebruikt. Hun Galerie françoise, ou Portraits des hommes et des femmes célèbres qui ont paru en France verscheen in 1770 en was vooral het werk van Gautier Dagoty Père. Aan de Galerie universelle contenant les portraits de personnes célèbres de tout pays, actuellement vivantes uit 1772, met onder andere portretten van de populaire filosofen Voltaire en d 'Alembert heeft ook Jean-Baptiste Gautier Dagoty meegewerkt.
Ondanks de opdrachten van het Franse hof werd Dagoty in de kringen van kunstliefhebbers "tweede keus" gevonden. Zijn in 1775 en 1776 geschilderde staatsieportret van Koningin Marie Antoinette van Frankrijk werd na onthulling op de Salon zozeer bespot dat het schilderij terug werd genomen en door de hofhouding werd opgeslagen. Het poppenachtige gezicht van de overdreven uitgedoste 19jarige vorstin was te klein in vergelijking tot haar enorme coiffure en haar hofjapon. Ook de rijke achtergrond leidde de aandacht van de geportretteerde af. In een periode waarin men, naar de door de Rousseau gedicteerde mode "natuurlijk" wilde schijnen was het portret een anachronisme. De kleuren zijn niet in balans omdat zowel de zuilen als de japon blauw zijn. Later werd het portret, dat in eerste instantie was vervaardigd om naar keizerin Maria Theresia in Wenen te worden gestuurd, aan een minder belangrijke relatie geschonken.
De Duitse keizerin had de wens uitgesproken over een portret van haar dochter als Frans Koningin te beschikken. Zij was erg trots op de onlangs verworven positie van haar dochter.
Louis Gautier-Dagoty's, een jongere broer, maakte van het portret een mezzotint die zo slecht uitviel dat Jean-Francois Janinet het werk over moest doen. Verspreiding van de prent werd verboden.

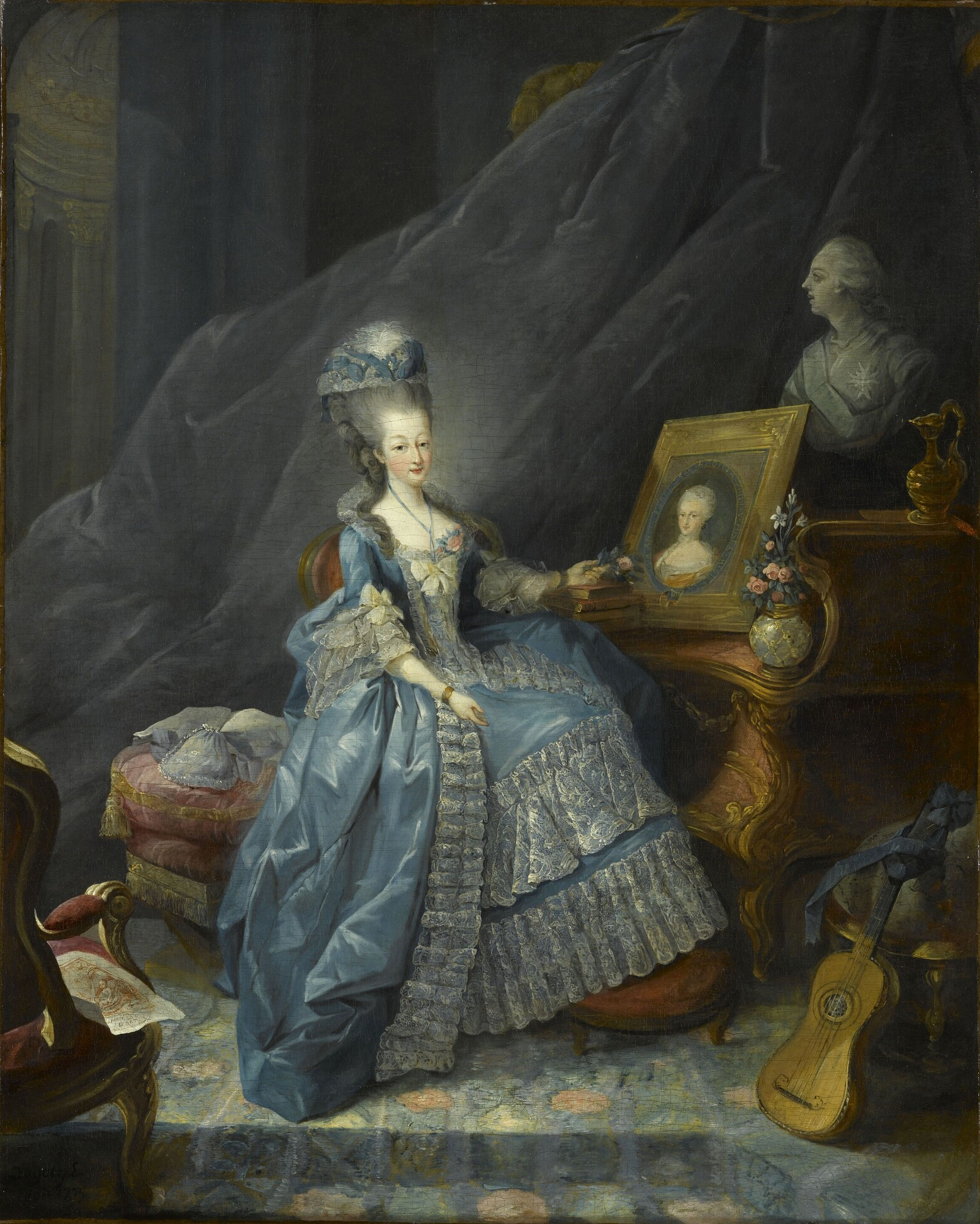
Portret van Maria Theresia van Savoye
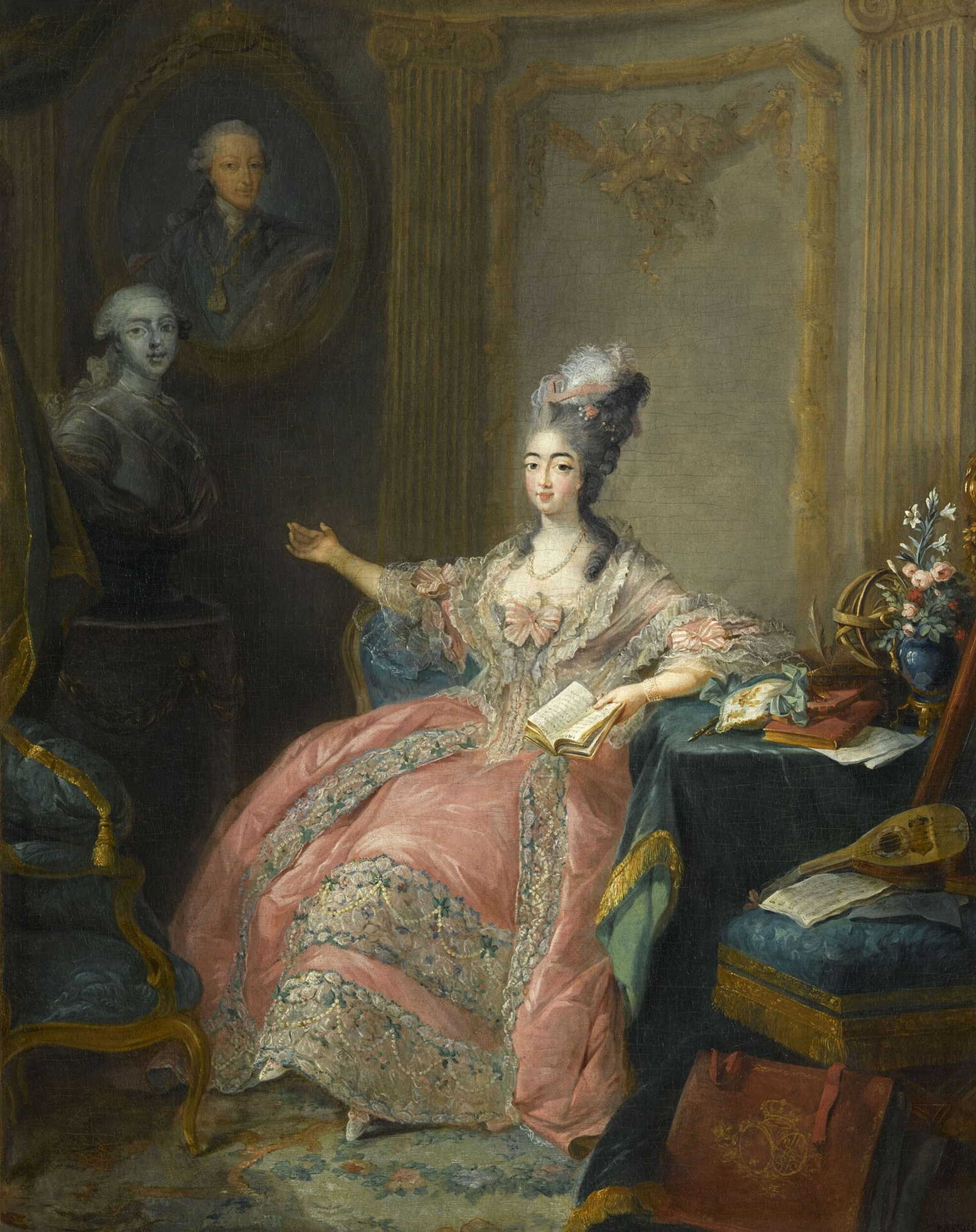
Portret van Maria Josephine van Savoye
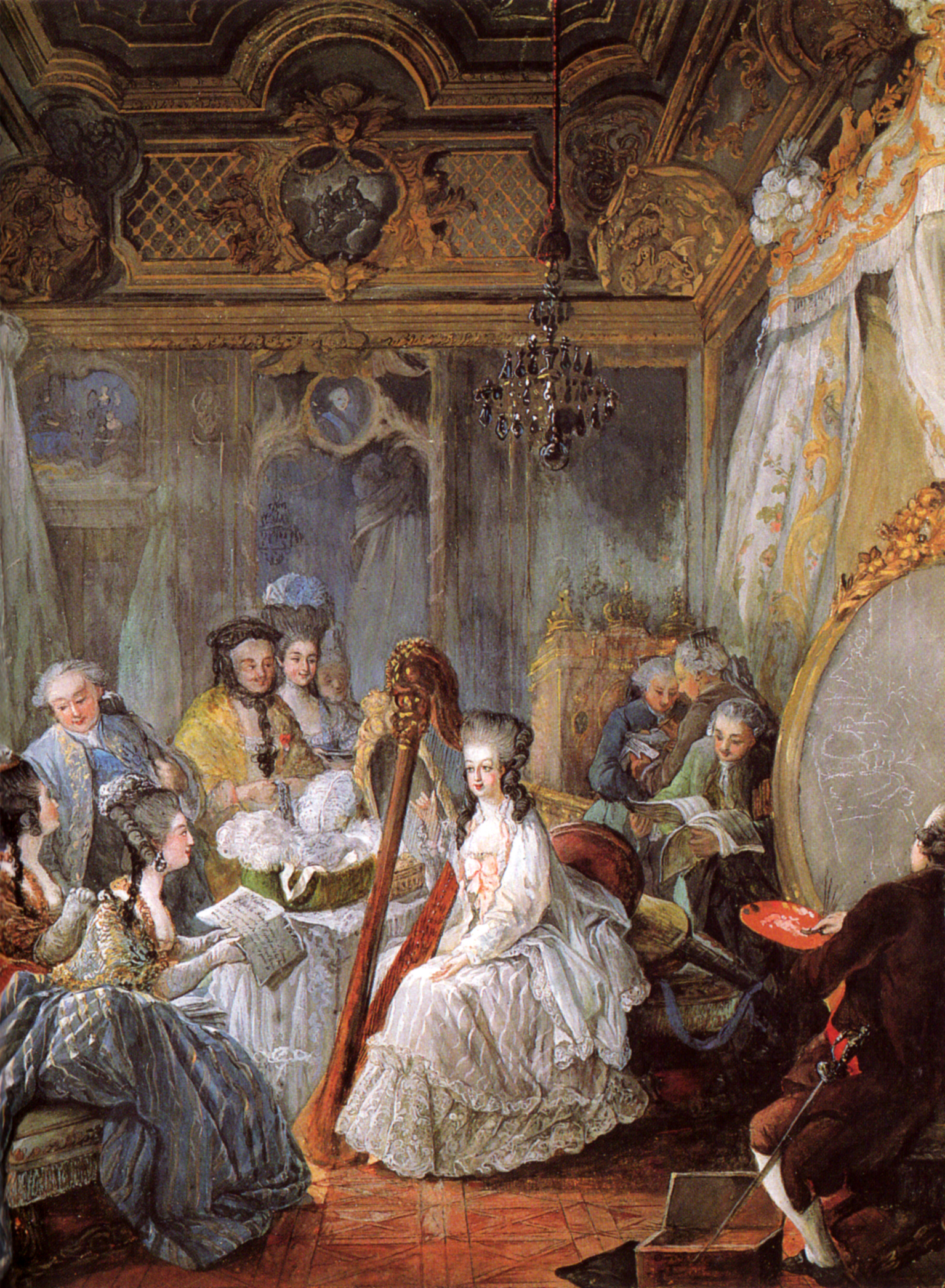
Portret van Marie Antoinette als jonge vrouw
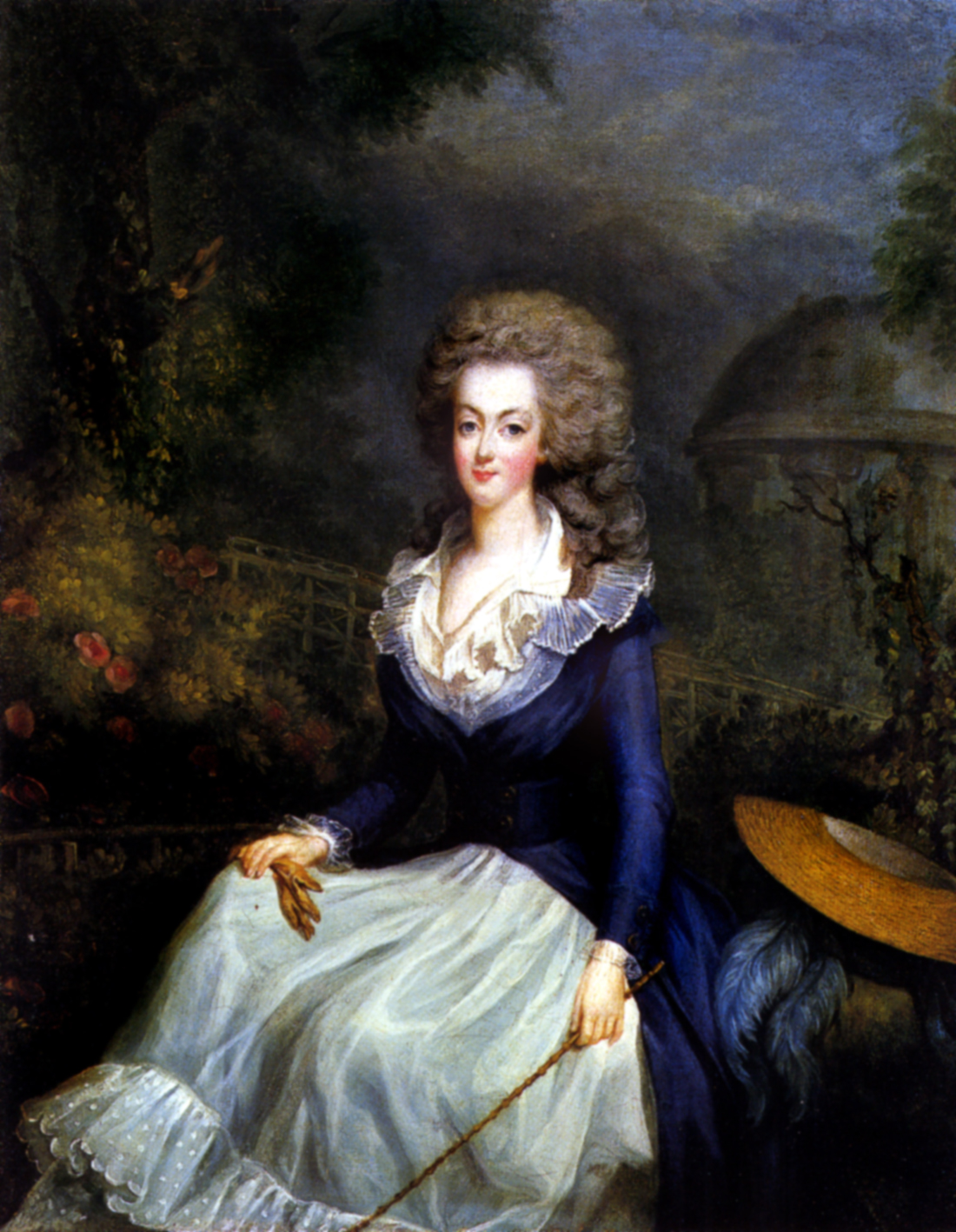
Portret van de volwassen Marie Antoinette
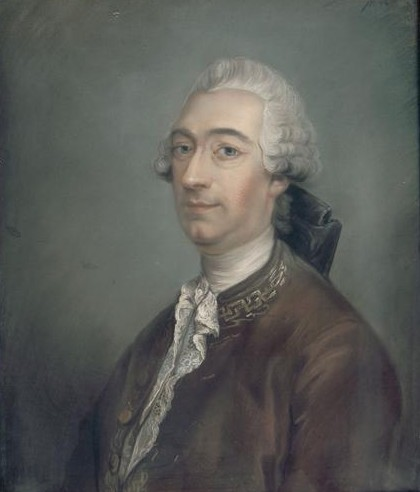
Portret van Crébillon
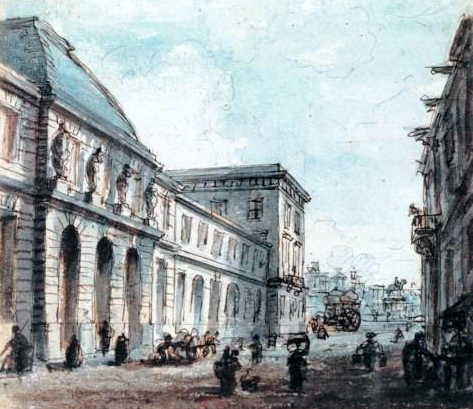
De Franse Munt

- Bibliothèque nationale de France: cb14961141m (data)
- Stuttgart Database of Scientific Illustrators 1450–1950: 3338
- Gemeinsame Normdatei: 1037094409
- International Standard Name Identifier: 0000 0001 0780 3744
- Library of Congress Control Number: n2002134470
- RKD-Nederlands Instituut voor Kunstgeschiedenis: 30487
- Système universitaire de documentation: 115544569
- Union List of Artist Names: 500045256
- Virtual International Authority File: 43667930
- WorldCat: E39PBJhRKCgvvTMqpqd8MMgxjC